# Wosebach
Der Wosebach ist ein Bach in der Gemeinde St. Jakob in Defereggen (Bezirk Lienz). Der Bach entspringt an der Nordseite der Villgratner Berge und mündet gegenüber von Grandeggen in die Schwarzach.
Der Wosebach entspringt an der bewaldeten, schattseitigen Seite des Defereggentals im sogenannten Im Woose. Er fließt in nördlicher Richtung talwärts, kreuzt mehrfach Forststraßen und mündet schließlich gegenüber der Ortschaft Grandeggen der Fraktion Oberrotte von rechts in die Schwarzach. Das Einzugsgebiet des Wosebachs liegt zwischen dem Einzugsgebiet des Langschneidgrabens im Osten und jenem des Stallebachs im Osten. Nördlich befinden sich Reggenbach und Mühlbach.